# 二人の世界 (テレビドラマ)
『二人の世界』（ふたりのせかい）は、1970年12月1日から1971年5月25日までTBS系列の「木下恵介アワー」（当時：日産自動車一社提供）枠で放送されたテレビドラマ。脱サラして喫茶店（スナック）を開く夫婦の愛を描いた作品。あおい輝彦の歌う主題歌「二人の世界」もヒットした。
石原裕次郎主演の同名の映画「二人の世界」（1966年）、ヒット曲「二人の世界」（1965年）とは無関係である。

## 概要
1967年から1974年にのべ15弾が放送された木下恵介アワーの第8弾で、1968年に放送された第4弾作品で大人気となった竹脇無我・栗原小巻コンビの『3人家族』が、すれ違う恋人同士を描いたのに対し、その二人が結婚し、夫婦となったらというコンセプトでゴールデンコンビの再登場となった。
脚本：山田太一、ナレーター：矢島正明も、『3人家族』に引き続きの参加となる。

## あらすじ
宮島二郎と榊原麗子は、海外有名アーティスト（アルマンド・ロメオ）のコンサート会場で入場を断られた同士として偶然知り合う。楽屋口から忍び込もうとして見つかって追いかけられるなどしてそのまま深夜までデート。お互い惹かれあった二人は、毎日のように会ってわずか5日目に結婚を約束するまでになる。知り合って短すぎる、若すぎると言う反対にも抗して二人は3カ月で結婚へとこぎつけるのだった。
安定したサラリーマン家庭で幸せな生活をおくる麗子だったが、二郎は、会社の派閥争いで左遷され、サラリーマン生活に前途を見いだせなくなっていた。新婚早々、夫婦の危機を迎えた二人だが、お互いに協力し合って生きていこうと脱サラしてスナックを営むことにする。しかし、その経営にも大きな荒波が押し寄せてくるのだった。

## 放送データ
- 放送期間：1970年12月1日～1971年5月25日
- 放送時間：毎週火曜 21:00-21:30
- 放送回数：26回
- 放送形態：カラーフィルム作品

## キャスト

### 宮島家
- 宮島二郎：竹脇無我
- 二郎の父・武治：長浜藤夫
- 二郎の母・イク：吉川雅恵
- 二郎の兄・一郎：菅貫太郎
- 二郎の兄嫁・英子：新田勝江

### 榊原家
- 榊原麗子：栗原小巻
- 麗子の父・遼一：山内明
- 麗子の母・孝子：文野朋子
- 麗子の弟・恒雄：あおい輝彦

### 二郎と麗子の知人
- 赤坂のレストランのコック長・沖田：三島雅夫
- 赤坂のレストランのボーイ・オザキ：山村圭二
- 二郎の先輩・生野：高津住男
- 麗子の元婚約者・林田：長谷川哲夫
- 麗子の友人・藤川頼子（雑誌編集者）：片山真由美
- 二郎の故郷の中学時代の同級生・満：笠井一彦
- 麗子の勤め先「河本通信機」社長・河本：太宰久雄
- 麗子の勤め先「河本通信機」課長：浅若芳太郎
- スナック「フジ」のマスター：沢田正明
- スナック「フジ」のマスターの妻：井口恭子
- 二郎と麗子のアパートの大家・杉本：牧よし子

### 恒雄の知人
- 恒雄の年上の片想い相手・片桐弓子（ブティック「アール・ピーコ」経営者）：水原英子
- 弓子の恋人・黒崎：村井国夫
- 弓子の友人・三田：西田健

### 二郎の会社関係
- 営業課の同僚・関根：東野孝彦
- 営業課長（二郎・関根の上司）：山本清
- 総務課の同僚：加村赳雄
- 総務課の上司：袋正
- 庶務課・昭子：五十嵐じゅん

### スナック「トム」の関係者及び客
- お茶屋のおばさん・トヨ：武智豊子
- スナックの持ち主の店主：川口敦子
- スナック「うぐいす」のマスター・本木：小坂一也
- スナック「うぐいす」のマスター・本木の妻、ブッティク「アール・ピーコ」の客（2役）：小峰陽子
- 本木の父親：内田朝雄
- 二郎のスナックの客（男性）・クニちゃん：栗田忠行
- 二郎のスナックの客（女性）：丘ゆり子
- 二郎のスナックの客（学生）：小野寺昭
- 二郎のスナックの客（老人）：森野五郎
- 二郎のスナックの客（赤ん坊連れの夫）：城戸卓
- 二郎のスナックの客（赤ん坊連れの妻）：堀真奈美
- 二郎のスナックの客（商店街の青年・安彦）：畠山麦
- 二郎のスナックの客（商店街の青年・源太郎）：木村豊幸
- 二郎のスナックの客（商店街の青年・光夫）：岩上正宏
- 二郎のスナックの客（現場監督）：加島潤
- 二郎のスナックの客（女子工員）：鈴木信子
- 二郎のスナックの客（大学生）：池田二三夫
- 二郎のスナックの客（送別会で民謡を披露）：沢田勝秋
- 二郎のスナックのアルバイト女性：岩崎和子

### その他
- イタリア古典民謡歌手：アルマンド・ロメオ（イタリア語版）
- コンサート会場の支配人：近藤洋介
- コンサート会場の守衛：浅野進治郎
- スナックのママ：野中マリ子
- 屋台ラーメンの老店主：加藤嘉
- 二郎が見習いで働くスナックの客：寄山弘
- 周旋業者：佐山俊二
- ナレーター：矢島正明

## スタッフ
- 企画・制作：木下恵介
- 脚本：山田太一
- プロデューサー：小梶正治
- 音楽：木下忠司
- 主題歌：あおい輝彦
- 録音：服部満洲雄
- 照明：野田正博
- 助監督：中新井和夫
- 進行：戸井田康国
- 装置：伊藤政義
- 装飾：安田道三郎
- 結髪：細井栄子
- 記録：森崎則子
- 調音：松竹録音スタジオ
- 衣裳：東京衣裳
- 現像：東洋現像所
- 衣裳協力：万兵株式会社
- 制作主任：石和薫
- 演出：木下恵介、川頭義郎、横堀幸司
- 制作：松竹、木下恵介プロダクション、TBS

## 主題歌
「二人の世界」
作詩：山田太一 / 作曲・編曲：木下忠司 / 唄：あおい輝彦

## 参考資料
- 「週刊TVガイド」　1971年（昭和46年）2月5日号他
- 「読売新聞」　1970年（昭和45年）11月10日朝刊他　新聞縮刷版